# Ой умер старий батько…
«Ой умер старий батько…» — вірш Тараса Шевченка, написаний 1848 року на Косаралі.

## Написання
Збереглося два чистові автографи вірша: у «Малій книжці» і у «Більшій книжці». Автографи не датовано.
Вірш датується дослідниками за місцем автографа в «Малій книжці» серед творів 1848 року та часом зимівлі Аральської описової експедиції в 1848—1849 роках на Косаралі, орієнтовно: кінець вересня — грудень 1848 року, місце написання — Косарал.
Найраніший відомий текст — чистовий автограф у «Малій книжці», до якої Шевченко переписав вірш під № 57 у дев'ятому зшитку за 1848 рік, орієнтовно наприкінці 1849-го чи на початку 1850 року (до арешту 23 квітня), з невідомого первісного автографа, що не зберігся. Під час перенесення твору він закреслив початок рядка 13 і нижче переписав його, посунувши ліворуч. У 1858 році, не раніше 18 березня і не пізніше 22 листопада, Шевченко переніс вірш з «Малої книжки» до «Більшої книжки» з суттєвими змінами. Редакційна обробка поглибила психологічну та соціальну визначеність поезії.
Найімовірніше, з «Малої книжки» вірш було перенесено до рукописного списку невідомої особи з окремими виправленнями Шевченка кінця 1850-х років, що належав Л. Жемчужникову і не зберігся. Деякі відміни цього списку подав О. Кониський. Всі зафіксовані ним варіанти збігаються з текстом «Малої книжки», проте охоплюють не всі розбіжності між «Малою книжкою» і «Більшою книжкою» (О. Кониський порівнював так званий список Л. Жемчужникова з надрукованим за «Більшою книжкою» текстом вірша у виданні: «Кобзарь Тараса Шевченка» (Львів, 1893 рік, частина 2, стор. 42 — 43).

## Публікація
Вперше вірш надруковано за «Більшою книжкою» з неточностями в рядках 15 («пійду» замість «піду») та 16 («доленьки» замість «доленьку») в журналі «Основа» (1861 рік, № 7, стор. 2 — 3).
Вперше твір введено до зібрання творів у виданні: «Кобзарь Тараса Шевченка / Коштом Д. Е. Кожанчикова» (СПб., 1867 рік, стор. 488) і того ж року у виданні: «Поезії Тараса Шевченка» (Львів, 1867 рік, том 1, стор. 227), де текст вірша опубліковано за «Основою».
Від першодруку в «Основі» походять списки: у збірці «Сочинения Т. Г. Шевченка» 1862 року, у рукописних «Кобзарях» — 1865 року, переписаному Д. Демченком, 1866 року, другої половини XIX ст. тощо.

## Сюжет
Вірш сповнений глибокого співчуття до дівчини-сироти, яка мріяла про родинне щастя, але змушена поневірятися в наймах. За формою основна частина вірша — ліричний монолог в народнопісенному дусі.

## Складова
Твір походить від народних пісень сирітського циклу і в першій частині (дві перші строфи) має текстові паралелі з творами цієї тематичної групи («Журба мене сушить, журба мене валить…», «Ой у степу край дороги…»). Друга частина вірша — від рядків «Ой піду я в гай зелений» і до кінця монологу героїні-дівчини — побудована на народнопісенному мотиві сіяння рути-м'яти як символу очікування весілля («Лугом іду, коня веду…», «Посію я руту-м'яту над водою…»). У фіналі міфологема «рута» набуває іншого значення і символізує розлуку з милим, самоту — семантика, також типова для цього фольклорного образу.

## Музика
Твір поклали на музику М. Лисенко, В. Заремба і Ф. Колесса.